# 奥州市コミュニティバス
奥州市コミュニティバス（おうしゅうしコミュニティバス）は、岩手県奥州市のうちの水沢地区内を中心に運行されているコミュニティバス。愛称は「Zバス（ゼットバス）」である。奥州市が運行主体で、バス事業者に運行を委託している。運行開始当初は岩手県交通が受託していたが、早池峰バスに移管。2017年4月には、早池峰バスが岩手県交通に吸収されたため、再び岩手県交通への委託となった。
2024年12月18日から地域連携ICカードである「Iwate Green Pass」を導入したと同時に、交通系ICカード全国相互利用サービスによる利用が可能となった。

## 運行路線
経路中に「中心部」・「〔…〕」エリア（郊外1）・「〈…〉」エリア（郊外2）とあるが、これは後述の乗車運賃の地帯エリアに関係する。
「【…】」区間内は自由乗降区間（区間内ではメロディ音楽を流す）。

### 佐倉河線
- 日曜日・祝日は全便運休。
  - 水沢病院 - 奥州市役所前 - 水沢駅通り - 横町 - 水沢地区センター前 - 【花山内科クリニック前 - 五千刈 - 〔北下巾会館前 - 竃ノ口 - 栃の木分館 - 竃ノ口 - さくらの湯（ - 佐倉河小学校前） - 合ノ町 - 卸センター前 - 宮田 - 面塚〕 - 佐倉河小学校前 - 南松堂】 - 農業共済組合前 - 水沢地区センター前 - 横町 - 水沢駅通り - 水沢病院
    - 2020年10月1日午前1便を土曜日運休に変更[2]。

### 羽田線
- 毎日運行
  - 【〔鵜ノ木 - 北鵜ノ木会館前 - 千手観音前 - ふれあいの丘公園 - 金山団地】 - 羽田 - 水沢江刺駅〕 - 栗の瀬 - Zホール前 - ふれあいセンター - 水沢駅口 - 水沢駅通り - 奥州市役所前 - 水沢病院
    - 2023年4月1日大平 - 鵜ノ木間廃止のうえ、改編。

### 見分森線
- 土曜日・日曜日・祝日は全便運休。
- ｢水沢病院行｣4・5便及び「見分森行」1・2便は月曜～金曜のみ運行。
- ｢水沢病院行｣1～3便及び「見分森行」3・4便は火曜・木曜のみ運行[2]。
  - 【〔見分森 - 寿水荘前 - 一高前〕 - 桜屋敷】 - 福原 - 天文台前 - 水沢観光物産センター前 - 水沢駅通り - 奥州市役所前 - 水沢病院
    - 2020年10月1日土曜日・日曜日・祝日運休に変更。

### 南方線
- 月曜・水曜・金曜のみ運行（該当曜日で祝日に当たる場合は運休）。
  - 【〈生母 - 朴ノ木田〉 - 〔姉体南方会館 - 東谷地〕 - 北野 - 町屋敷】 - Zホール前 - 中央通り三丁目 - 水沢駅通り - 奥州市役所 - 水沢病院

## 廃止路線

### 羽田・黒石線
- 毎日運行
  - 【〈大平 - 黒石〉 - 〔舟場 - 箕輪 - 北鵜ノ木会館前 - 千手観音前 - ふれあいの丘公園 - 金山団地】 - 羽田 - 水沢江刺駅〕 - 栗の瀬 - Zホール前 - ふれあいセンター - 水沢駅口 - 水沢駅通り - 奥州市役所前 - 水沢病院
    - 2023年4月1日廃止。

## 運賃
- 「中心部」・「〔…〕」・「〈…〉」エリア（自由乗降区間である「【…】」内を含む）内のみ利用 - 200円
- 「中心部」エリア - 「〔…〕」エリア、「〔…〕」エリア - 「〈…〉」エリア（自由乗降区間である「【…】」内を含む）とまたがっての利用 - 300円
- 「中心部」エリア - 「〈…〉」エリア（自由乗降区間である「【…】」内を含む）とまたがっての利用 - 400円
  - 岩手県交通が発行するIwate_Green_Passおよび交通系ICカード全国相互利用サービスも利用可能。
  - 岩手県北バスの発行するバスカードは、2010年4月1日以降、利用不可となっている。また、岩手県交通が発行するバスカードも、2025年1月中旬以降利用不可となった[1]（詳細はバスカードの記事を参照）。

## 車両
- 岩手県交通所有の小型車両で運行。当初はZバス専用塗装の車両が主であったが、車両代替に伴い岩手県交通塗装の車両（路線・貸切両方の塗装車が存在する）を使用する。